# غوس أودونيل
غوس أودونيل (بالإنجليزية: Gus O'Donnell, Baron O'Donnell)‏ هو دبلوماسي واقتصادي بريطاني، ولد في 1 أكتوبر 1952 في جنوب لندن في المملكة المتحدة.